# Schneehase
Der Schneehase (Lepus timidus) ist eine zur Familie der Hasen (Leporidae) gehörige Art. In Europa gehört er zur Wirbeltierfauna der Alpen und ist gemeinsam mit dem Alpenschneehuhn eine der wenigen Tierarten, die an den boreo-alpinen Lebensraum gut angepasst sind. Die Deutsche Wildtier Stiftung wählte den Alpenschneehasen zum Tier des Jahres 2025.

## Beschreibung
Mit etwa drei Kilogramm Durchschnittsgewicht und knapp 40 bis 60 Zentimetern Länge ist er etwas kleiner als der Feldhase. Bekannt ist sein Fellwechsel von einem graubraunen Sommerkleid zu einem weißen Winterkleid. Dieser hängt allerdings von der Region ab: In Irland legt er niemals ein weißes Winterkleid an, trägt es dagegen fünf Monate im europäischen Teil von Russland und sieben Monate in einigen nordasiatischen Gebieten. Der Alpenschneehase (Lepus timidus varronis) ist nur im Winter weiß. Vom weißen Winterfell zeigt er ein Übergangsfell, das deutlich gescheckter ist. Im Sommer ist er graubraun, etwa im November wird das Fell weiß und nur an den äußeren Spitzen der Ohren weist er weiterhin schwarze Haare auf. Der Nordische Schneehase (Lepus timidus timidus) ist meist das ganze Jahr hindurch weiß. Das Fell dient ihnen zur Tarnung in der weißen, schneereichen Umgebung. Von Bedeutung ist die Anpassung der Ohrlänge an die unterschiedlichen klimatischen Bedingungen. Da die Hasen die Blutzirkulation mit Hilfe ihrer Ohren regeln und damit Wärmeverluste ausgleichen, sind entsprechend der Allenschen Regel ihre Ohren umso kürzer, je kälter ihr Lebensraum ist.
Der Schneehase zählt zu den mittelgroßen Hasenartigen. Im Winter erinnert er mit seiner Körperform an ein gut genährtes Kaninchen. Auch im Sommer wirkt er im Vergleich zum Feldhasen fülliger und die Ohren sind auffallend kürzer. Während des Winters sind die Pfoten stark behaart, wodurch sich die Auflagefläche erhöht und er Schneedecken überqueren kann, ohne allzu tief einzusinken.

## Verbreitungsgebiet und Lebensraum

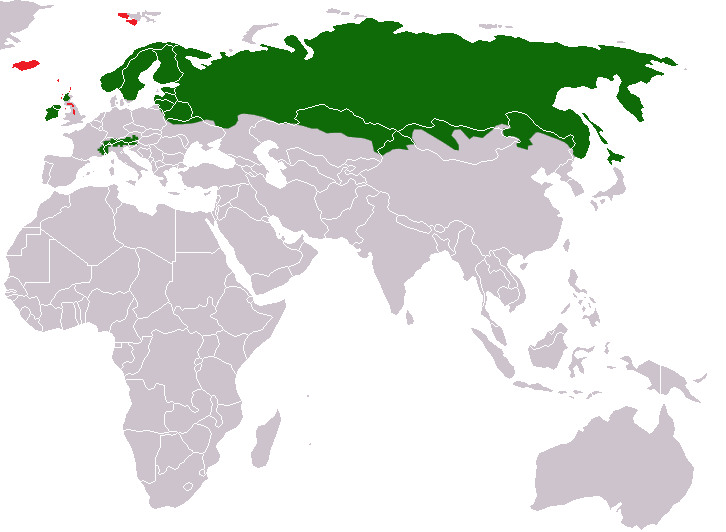
Grün: Ursprüngliche Verbreitungsgebiete der Schneehasen. Rot: Gebiete, in denen Schneehasen eingeführt wurden.

Schneehasen kommen in großen Teilen des nördlichen Eurasiens vor. In Europa leben sie in Skandinavien, in Schottland und auf Irland, im Alpenraum sowie im Baltikum und in Osteuropa; in Asien in ganz Sibirien bis in die Mongolei und in das nördliche China sowie auf der japanischen Insel Hokkaidō. In England, Island, auf den Färöern und Spitzbergen wurde die Art eingeführt. Die isolierte Population in den Alpen lebt in Höhen von 1300 m bis 3800 m, gelegentlich wurden Tiere im Winter auch in tieferen Lagen bis zu 700 m gesichtet. Der Schneehase wurde eingeführt unter anderem auf den Färöer (1855), auf Island, den Shetland-Inseln, den Orkney-Inseln, der Isle of Man und im Peak District. Lebensraum der Schneehasen sind Tundragebiete, Wälder und Moore.

## Lebensweise

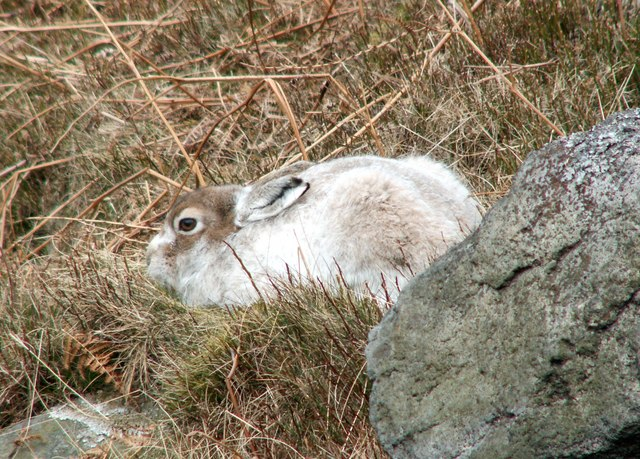
Schneehase im Fellwechsel

Schneehasen sind vorwiegend nachtaktiv und verbringen den Tag in einer Grube im Schnee oder im Erdboden verborgen. Im Gegensatz zu den meisten anderen Echten Hasen leben Schneehasen oft gesellig. Sie können bis zu 12 Jahre alt werden.

### Nahrung
Die Nahrung der Schneehasen hängt von Lebensraum und Jahreszeit ab und setzt sich aus Gräsern, Kräutern, Heidekraut, Zweigen, Rinde und anderem zusammen.

### Fortpflanzung
Zwei- oder dreimal im Jahr bringt das Weibchen zwei bis fünf Jungtiere zur Welt, die Tragzeit ist mit sieben bis acht Wochen für Hasen relativ lang. Die Neugeborenen sind behaart und wachsen relativ schnell, schon nach vier Wochen werden sie entwöhnt.

## Bedrohung

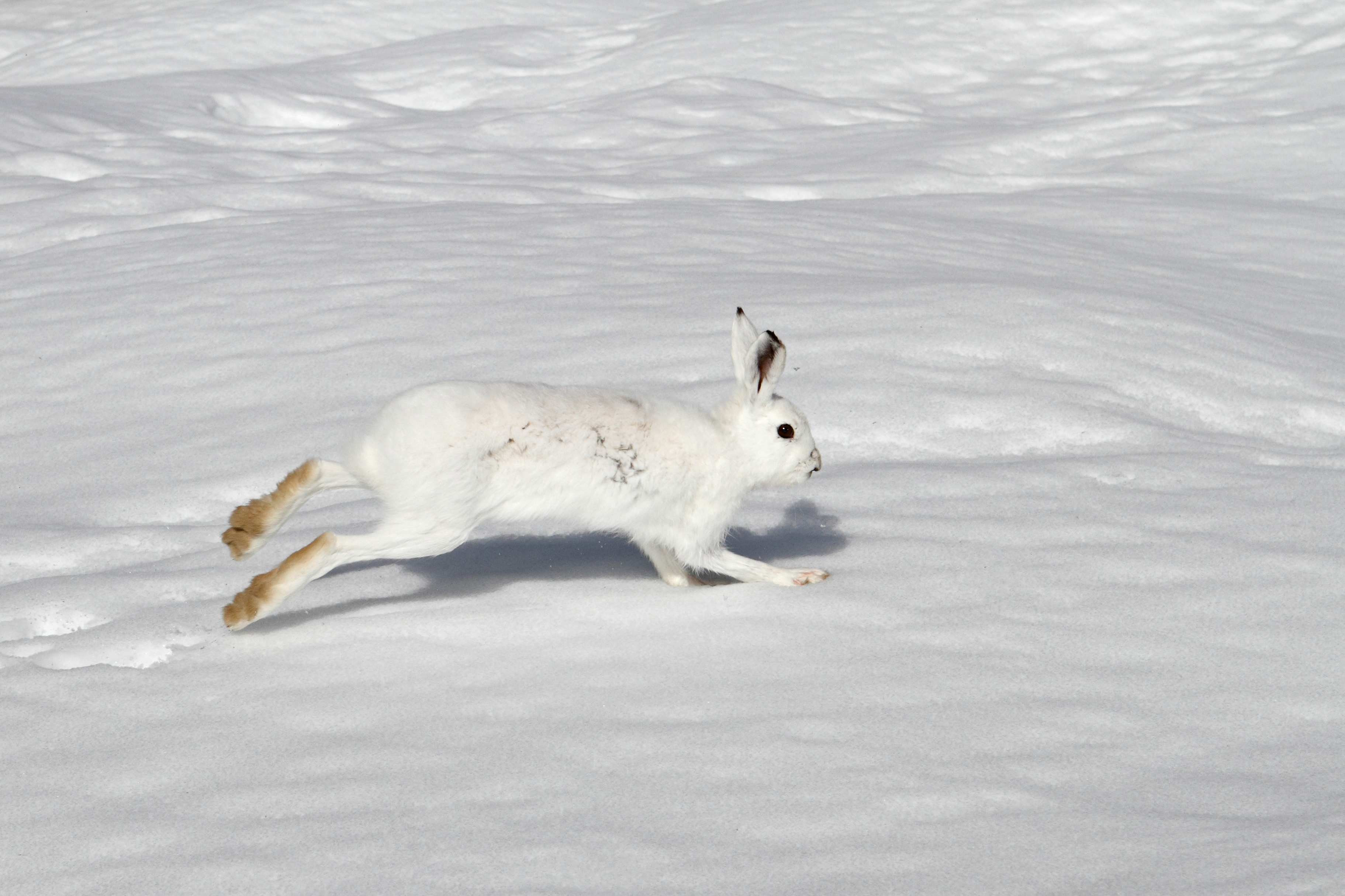
Schneehase im Winterfell, Norwegen

Die Populationen des Schneehasen sind starken Fluktuationen unterworfen. Gründe dafür liegen im Nahrungsmangel in den Wintermonaten, aber auch in der Verfolgung durch Räuber wie Greifvögel und seit einiger Zeit auch Luchse, außerdem im Befall von Parasiten. Global gesehen zählen sie nicht zu den bedrohten Arten, lediglich die Population im Alpenraum gilt als bedroht, zumal ihr als isolierter Population Einwanderungsquellen fehlen.
Häufig wird der Klimawandel als Hauptgrund gesehen. Alpenschneehasen sind ans Leben im Hochgebirge angepasste Tiere. Bei einer Verlagerung der Höhenstufen nach oben können sie nur noch begrenzt in höhergelegene, kühlere Gebirgsräume ausweichen. Nach einer Berechnung kann sich der geeignete Lebensraum bis zum Jahr 2100 um ein Drittel verkleinern. Dabei käme es zur Isolierung mancher ihrer Biotope, die derzeit noch verbunden sind. Das bedeutet für die dann voneinander getrennten Bestände die Gefahr der Inzuchtdepression. Zudem könnte es bei einer früheren Schneeschmelze sein, dass der Fellwechsel vom weißen Winterfell zum braunen Sommerfell zeitlich gleich bleibt, so dass sie im Frühjahr keine Tarnung mehr haben und für Greifvögel leichter zu erspähen sind. Wenn Feldhasen aus den unteren Bereichen nach oben vordringen, entsteht eine interspezifische Konkurrenz um Nahrung, außerdem kann es zur Hybridisierung kommen, wodurch die genetische bedingte Fähigkeit, die winterliche Tarnfarbe anzunehmen, verloren ginge. Zunehmender Bergtourismus (Skitourismus) kann auch einen ungünstigen Effekt auf den Schneehasen haben.

## Jagd
In Deutschland und Liechtenstein werden Schneehasen nicht bejagt. In Österreich gibt es eine Besonderheit, dort gibt die Jagdstatistik keine Auskunft über die erlegten Individuen, da eine Unterscheidung zwischen Schnee- und Feldhasen unterbleibt. In der gesamten Schweiz wurden zwischen 2014 und 2023 jährlich etwa 900 Schneehasen abgeschossen. Die Schonzeit in der Schweiz ist vom 1. Januar bis zum 30. September.
Für Schweden werden für die Jagdsaison 2012/13 18.600 erlegte Exemplare genannt. Damit liegt die Zahl deutlich unter den 30.100 Feldhasen, obwohl dessen auf den Süden beschränktes Verbreitungsgebiet nur einen Bruchteil so groß ist. In Finnland werden jedes Jahr um die 200.000 Schneehasen geschossen.

## Verwandte Arten

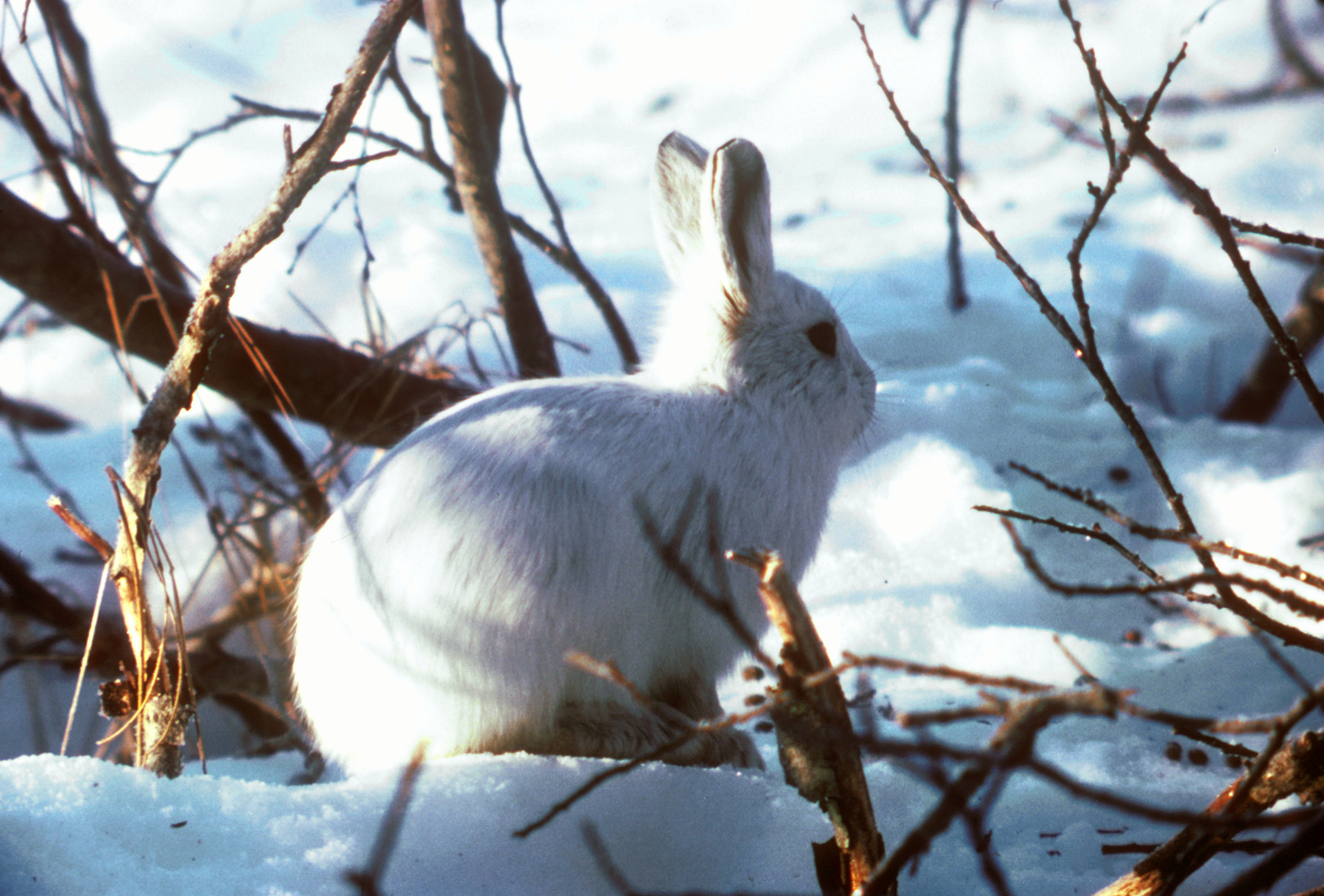
Alaskahase

Zwei in Nordamerika lebende Arten haben eine ähnliche Lebensweise und wurden früher als Unterarten des Schneehasen betrachtet, gelten heute aber meist als eigene, eng mit ihm verwandte Arten: Der Polarhase (Lepus arcticus) bewohnt Grönland und das nördliche Kanada (Nunavut, Nord-Québec und Neufundland). Er lebt in Gruppen von bis zu 300 Tieren zusammen. Der Alaskahase (Lepus othus) kommt im westlichen und südlichen Alaska sowie an der Ostspitze Sibiriens vor. Er ist auffallend groß und kurzohrig und bringt im Gegensatz zu den meisten anderen Hasen nur einmal im Jahr Nachwuchs zur Welt.